# Ndut (langue)
Cet article concerne la langue ndut. Pour le peuple ndut, voir Ndut (peuple). Pour les autres articles homonymes, voir Ndut.
Le ndut ou ndoute (ndút en ndut) est une langue parlée au Sénégal, par les Sérères du centre-ouest du pays, ainsi qu'au nord-ouest de Thiès.
De même que le léhar, le saafi, le noon et le palor, elle fait partie des langues cangin, rattachées à la branche du nord des langues atlantiques, elles-mêmes sous-catégorie des langues nigéro-congolaises.

## Population
En 2002, le nombre de locuteurs s'élevait à environ 35 000.

## Écriture
| ˈ | a  | aa | b  | ɓ | c  | d | ɗ | e | ee | é  | ée | ë  | ëe | f  |
| g | h  | i  | ii | í | íi | j | k | l | m  | mb | n  | nd | ñ  | nj |
| ŋ | ng | o  | oo | p | r  | s | t | u | uu | ú  | úu | w  | y  | ƴ  |